# フェアモール福井
フェアモール福井（フェアモールふくい、英称：FAIRMALL FUKUI）は、福井県福井市大和田二丁目にあるユニーが主体となって管理・運営するモール型ショッピングセンターである。ハートビル法適用建物。核店舗はユニーが運営するアピタ福井大和田店（アピタふくいおおわだてん）。

## 概要
中部地区を地盤とするユニーと、専門店街「エルパ」（旧称：コパ）を運営する地元の有志が出資した、協同組合福井ショッピングモールが共同運営している。2000年（平成12年）にオープン。また、現在のフェアモール福井の副核テナントともなっている、愛知県を中心に展開する娯楽施設・シネマコンプレックスチェーンであるコロナワールドが遅れて2001年（平成13年）12月15日に開業。ユニーとコロナワールドとの組み合わせとしては隣県の石川県にある2007年（平成19年）開業のアピタタウン金沢ベイ（金沢市）が挙げられる。
国道8号（福井バイパス）の福井市・大和田交差点から大和田南交差点までの西面に隣接し、それまで福井県下最大だった同市花堂のショッピングシティベルを上回る小売店舗面積となっており、競合店は約1.5km南に位置し、同じ国道8号の東面に隣接するパワーシティワイプラザ福井（ヤスサキ運営）など。
開業時より、ホームセンター「ユーホーム福井大和田店」が店舗1階北側に入居していたが、2011年（平成23年）2月20日に撤退。店舗跡地は同年6月23日にリニューアルオープンし、無印良品・ユニクロのほか、ヴィレッジヴァンガード・ABCマートなど14の福井県内初出店テナントを含めた21店舗が新たに入居した。

## フロアの構成

### 本館

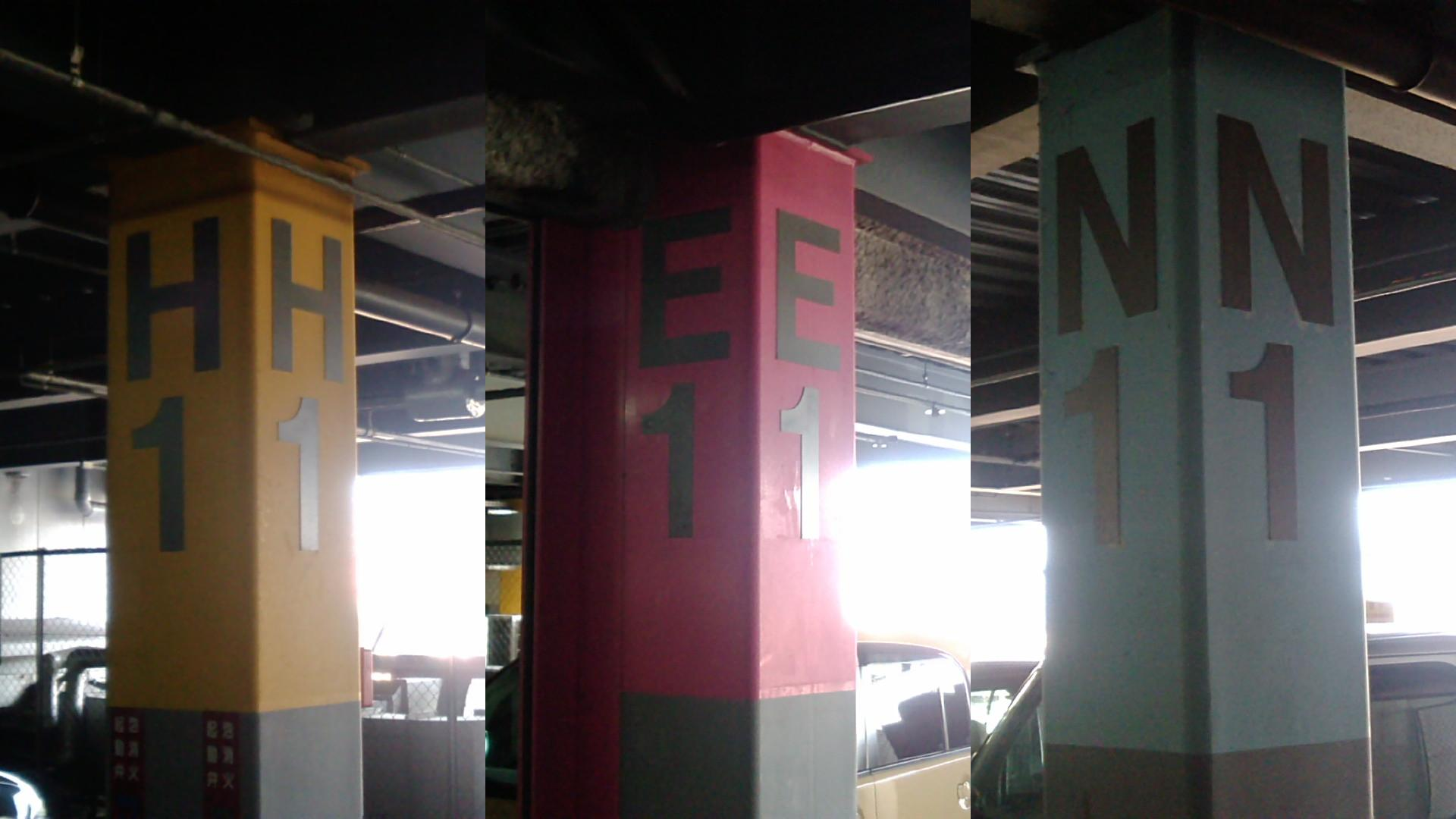
柱がテーマカラーによって塗り分けられている。
左からアピタ・エルパ・専門店棟（旧:ユーホーム）。

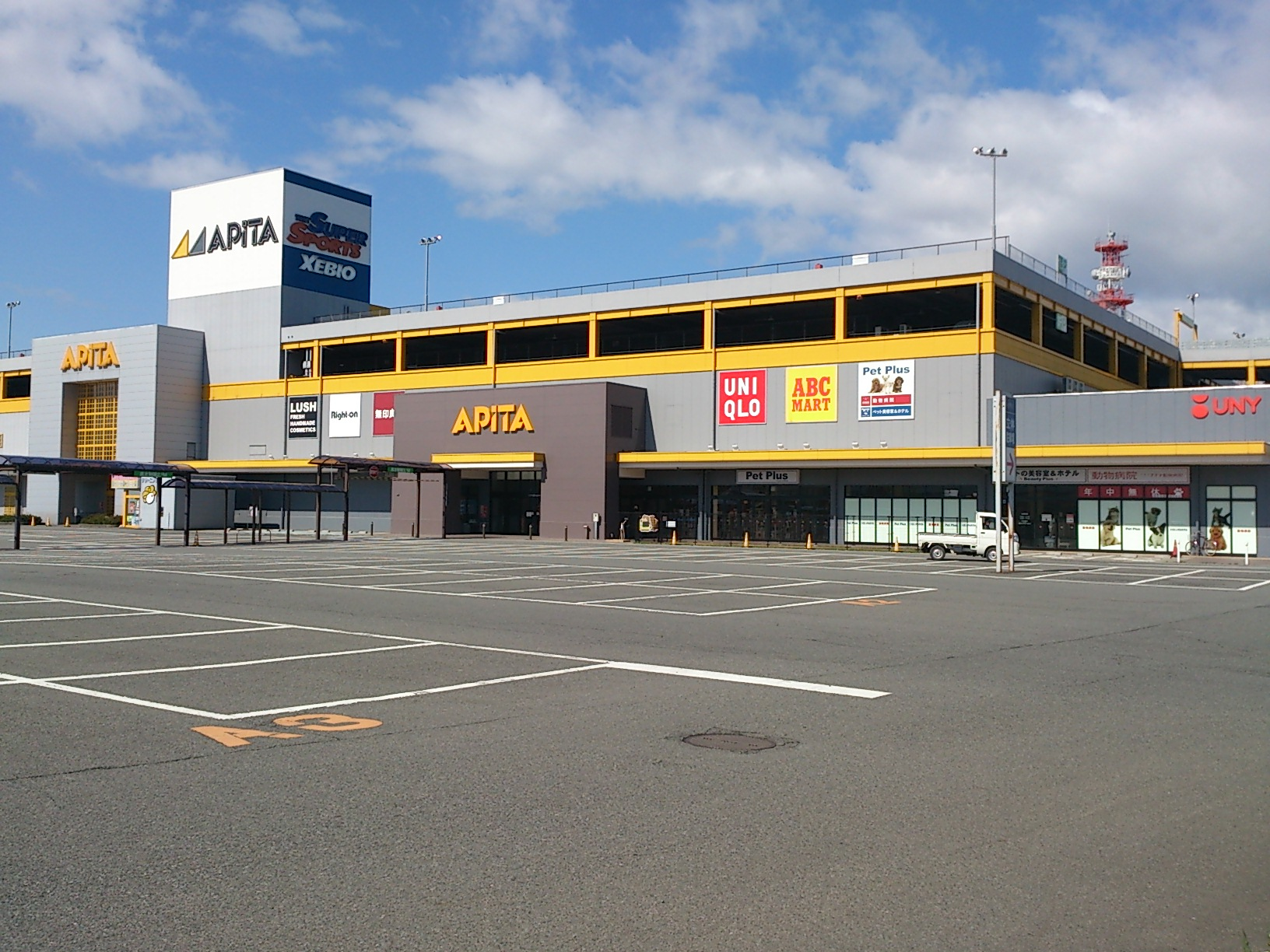
アピタ大和田専門店モール

※メインの建物を公式に「本館」と呼称することはないが、別棟に対応させる形で便宜的に「本館」と呼ぶ。南側から順に挙げる。
コロナワールド
2階 - 福井コロナシネマワールド（シネマコンプレックス、10スクリーン）
ラブリーパートナー エルパ（ピンク）
97の専門店街
アピタ福井大和田店（黄色）
1階の食品・生活雑貨および2階の衣服の一部店舗はアピタの直営エリアだが、専門店エリアも存在する。また、2階の一部にはライトオンが入居する。
専門店棟（アピタ大和田専門店モール）（水色）
1階には専門店ゾーンが、2階にはスーパースポーツゼビオとナムコランドが入居する。
エルパ、アピタ、専門店棟にはそれぞれテーマカラーを設定し、エレベーターと立体駐車場の柱が色分けされている。例えばエルパゾーンの場合、3階と屋上の駐車場は柱や壁の一部などがピンクで塗色されているため、駐車した場所の識別が可能となる。なお、前述のリニューアルで専門店棟の1階のみテーマカラーを廃止し、茶色基調のエレベーター乗り場へと改められた。

### 別棟

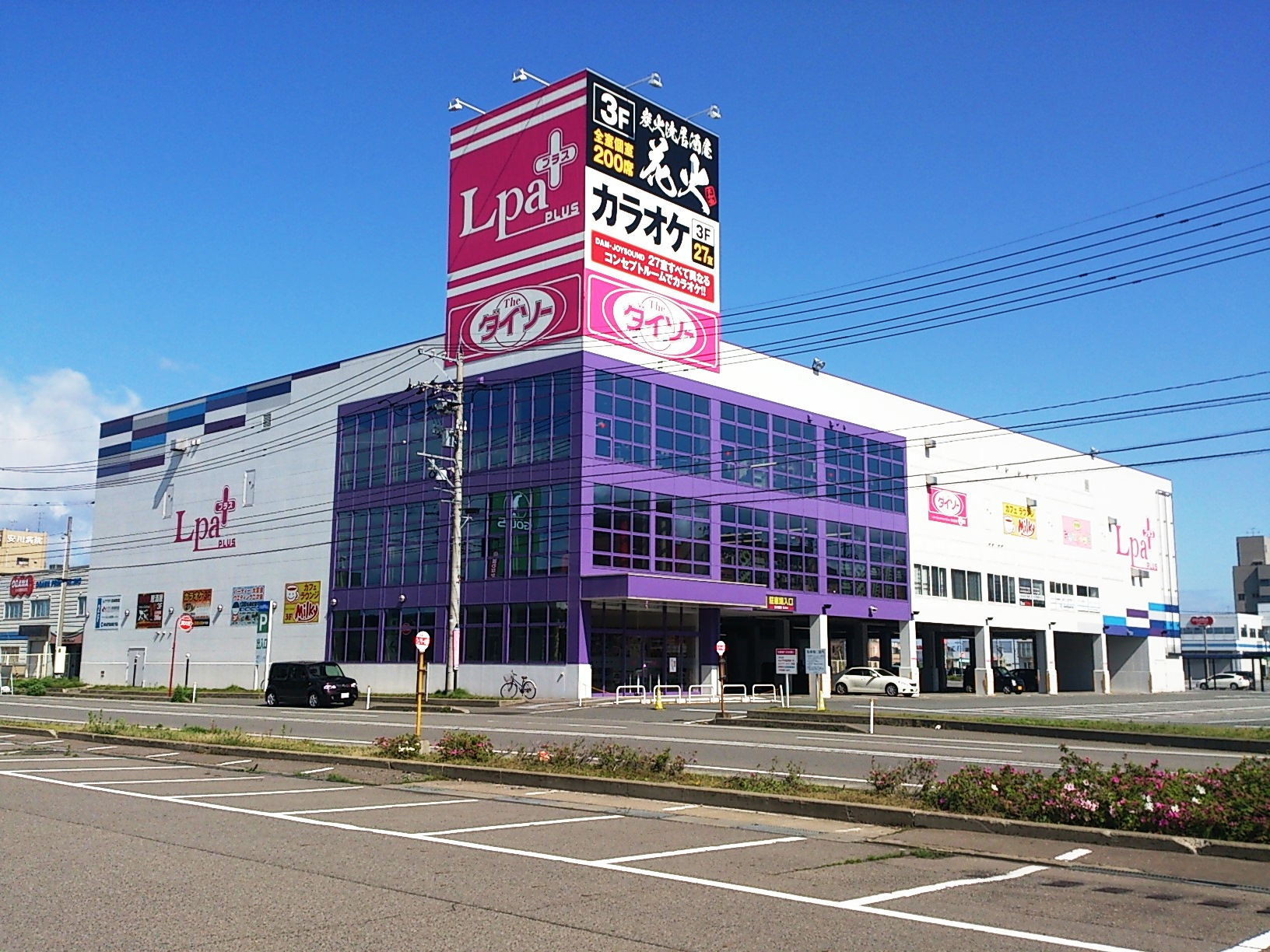
エルパプラス

正面駐車場北側
- Super KaBoS 大和田店
- プラージュ
- ピソリーノ
- ステーキ宮 福井大和田店
- スターバックス フェアモール福井店

本館西隣
- Lpa+（エルパプラス）

2012年11月15日にオープン。カラオケ店やフィットネスジム、飲食店などが入居する。同年7月1日までは「コジマ NEW福井エルパ店」（2002年11月開店）として営業していた。
本館西側
- 和楽

### 駐車場
- 平面駐車場 約2,300台（建物正面・別棟コジマ周辺）
- 立体駐車場 約1,600台（建物3階・屋上）
  - 大和田南、大和田の各交差点から延びる道路に立体駐車場入口がある。

## 主なテナント
出店テナント全店の一覧・詳細情報は、公式サイトの専門店情報を参照。

### アピタ大和田専門店街（アピタ大和田専門店モール）
1階
- ABCマート
- ユニクロ
- ペットプラス
- ヴィレッジヴァンガード
- 無印良品
- チチカカ
- LUSH
- ミスタードーナツ
- マクドナルド
- ビリオン珈琲
- 築地銀だこ など

2階
- スーパースポーツゼビオ
- オリーブ・デ・オリーブ
- Right-on
- ナムコランド
- さが美
- JINS など

### エルパ専門店街
1階
- ミスタードーナツ
- モスバーガー
- au など

2階
- ドコモショップ
- ミーツ など

### 福井コロナワールド
福井コロナワールド（ふくいコロナワールド）は、フェアモール福井に存在する大型娯楽施設。前述の通り、2001年（平成13年）12月15日に開業。
かつてはパチンコ店のパチンコ Fukui CORONA（パチンコふくいコロナ）とゲームセンターの福井メトロポリス（ふくいメトロポリス）が存在したが、2021年（令和3年）現在はシネマコンプレックスである福井コロナシネマワールド（ふくいコロナシネマワールド）のみの営業となっている。
2021年（令和3年）11月20日にドルビーラボラトリーズが開発した音響システムであるDolby ATMOSを導入。こけら落としとして、岩浪美和が音響監督を務めたアニメ映画が上映された。
| スクリーン1  | 338席 | -           |
| スクリーン2  | 131席 | -           |
| スクリーン3  | 151席 | -           |
| スクリーン4  | 149席 | -           |
| スクリーン5  | 139席 | -           |
| スクリーン6  | 105席 | -           |
| スクリーン7  | 141席 | -           |
| スクリーン8  | 141席 | -           |
| スクリーン9  | 114席 | -           |
| スクリーン10 | 200席 | Dolby ATMOS |

## その他
- 開店当初、エルパは「コミュニティーパートナー コパ」（COMMUNITY PARTNER COPA）という名称だったが[1]、福井市順化に所在するビルの名称と同一であることから改称を求められ、2006年（平成18年）4月1日をもって現在の名称に改称となった。
- 2008年（平成20年）6月2日より、京福バスが福井駅（西口）と当地を結ぶ路線バス「大和田エコライン」を開設した。大和田エコラインと並行する既存ルートの一部では、エルパの協賛による運賃割引が実施されている。
- えちぜん鉄道とエルパなどの協賛企業で運行していた越前新保駅と当地を結ぶ新保・大和田巡回バス「あおぞらくん」は2024年（令和6年）1月3日をもって運行終了し、路線廃止となった[8]。

## アクセス
公共交通機関
- 京福バス
  - 38系統（大和田大学病院線）「アピタ・エルパ前」停留所または「フェアモール福井前」停留所下車。
  - 36系統（県立病院丸岡線） 「アピタ・エルパ前」停留所または「福井新聞社前」停留所下車。
  - 39系統（大和田丸岡線） 「アピタ・エルパ前」停留所下車。
- 福井交通
  - 中藤線 「アピタ・エルパ前」停留所下車。

自動車
- E8 北陸自動車道 福井北ICより、国道416号・国道8号（福井バイパス）経由 約4.5 km。
- E67 中部縦貫自動車道 松岡ICより、国道416号・国道8号（福井バイパス）経由 約5.6 km。